# 利欧松
利欧松（法語：Liausson，法語發音：[ljosɔ̃]）是法国埃罗省的一个市镇，属于洛代沃区。

## 地理
利欧松（43°38'9"N, 3°22'11"E）面积7.95 平方千米，位于法国奧克西塔尼大區埃罗省，该省份为法国南部沿海省份，南濒地中海，西南接奥德省，西北接塔恩省和阿韦龙省，东北与加尔省接壤。
与利欧松接壤的市镇（或旧市镇、城区）包括：克莱蒙莱罗、穆雷兹、奥克通。

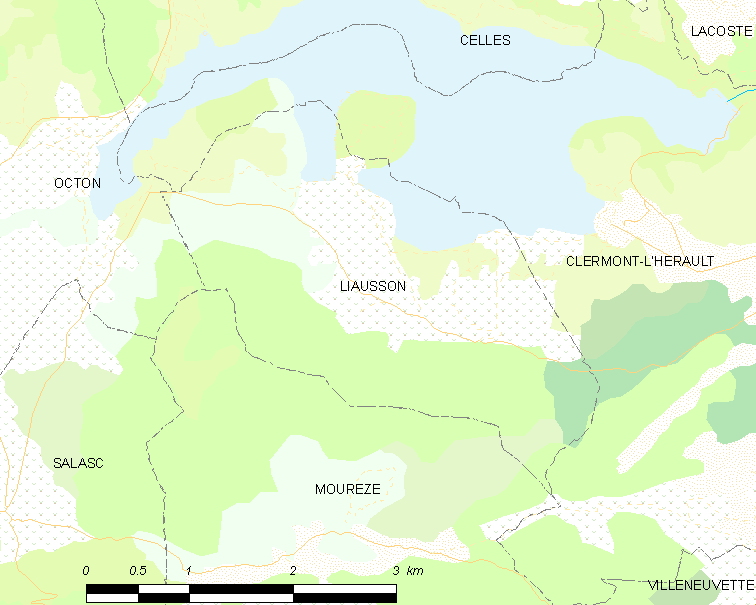
利欧松的OSM定位图

利欧松的时区为UTC+01:00、UTC+02:00（夏令时）。

## 行政
利欧松的邮政编码为34800，INSEE市镇编码为34137。

## 政治
利欧松所属的省级选区为克莱蒙莱罗县。

## 人口

1962-2008年间利欧松人口变化图示

利欧松于2022年1月1日时的人口数量为153人。